# Sporting Clube de Bustelo
O Sporting Clube de Bustelo é um clube de futebol português sediado na localidade de Bustelo, freguesia de São Roque, Município de Oliveira de Azeméis, no Distrito de Aveiro.

## História
O clube foi fundado em 1922, sendo o único que faz parte da terra de Bustelo, e está na 1ª Divisão Distrital da AF Aveiro. Que é de facto um motivo de honra para os seus moradores e o seu atual presidente é Francisco Costa.
A equipa de futebol de juvenis na época 2005/06 defrontou a equipa do Boavista Futebol Clube, da categoria, onde conseguiu um resultado histórico, ao empatar 1-1, com um grande golo do então goleador da equipa, João Ruela.
A equipa de seniores da temporada 2006/07 também fez história, ao conquistar a Taça de Aveiro frente à equipa do Arouca, então treinada por Jorge Gabriel. Vitória por 1-0.

## Futebol

### Estádio
A equipa de futebol disputa os seus jogos em casa no Campo Quinta do Côvo.

### Presenças (incluíndo 15/16)
|                       | Nome atual                 | Nº presenças por escalão | Títulos           |
| --------------------- | -------------------------- | ------------------------ | ----------------- |
| Nível I               | Primeira Liga              | 0                        | 0                 |
| Nível II              | Segunda Liga               | 0                        | 0                 |
| Nível III - 2ª B e CP | Campeonato Nacional        | 4                        | -                 |
| Nível IV - 3ª Divisão | Extinta                    | 2                        | -                 |
| Nível IV/V            | Primeira Divisão Distrital | sem dados                | 1976/77 e 2014/15 |
| Nível V/VI            | II Divisão Distrital       | sem dados                | 1966/67 e 2007/08 |
| Taça de Portugal      | Taça de Portugal           | 6                        | 0                 |
| Taça da Liga          | Taça da Liga               | 0                        | 0                 |

### Épocas
| Época     | Nível   | Divisão        | Série                          | Lugar | Movimentos      |
| --------- | ------- | -------------- | ------------------------------ | ----- | --------------- |
| 1990–91   | Nível 6 | Distritais     | AF Aveiro - 1ª Divisão B Norte |       | Promovido       |
| 1991–92   | Nível 5 | Distritais     | AF Aveiro - 1ª Divisão Norte   |       |                 |
| 1992–93   | Nível 5 | Distritais     | AF Aveiro - Honra Norte        |       |                 |
| 1993–94   | Nível 5 | Distritais     | AF Aveiro - Honra Norte        |       |                 |
| 1994–95   | Nível 5 | Distritais     | AF Aveiro - Honra Norte        |       |                 |
| 1995–96   | Nível 5 | Distritais     | AF Aveiro - Honra Norte        |       | Despromovido    |
| 1996–97   | Nível 6 | Distritais     | AF Aveiro - 1ª Divisão B Norte |       | Promovido       |
| 1997–98   | Nível 5 | Distritais     | AF Aveiro - Honra Norte        | 7º    |                 |
| 1998–99   | Nível 5 | Distritais     | AF Aveiro - Honra Norte        | 12º   |                 |
| 1999–2000 | Nível 5 | Distritais     | AF Aveiro - Honra Norte        | 8º    |                 |
| 2000–01   | Nível 5 | Distritais     | AF Aveiro - Honra Norte        | 7º    |                 |
| 2001–02   | Nível 5 | Distritais     | AF Aveiro - 1ª Divisão         | 13º   |                 |
| 2002–03   | Nível 5 | Distritais     | AF Aveiro - 1ª Divisão         | 11º   |                 |
| 2003–04   | Nível 5 | Distritais     | AF Aveiro - 1ª Divisão         | 8º    |                 |
| 2004–05   | Nível 5 | Distritais     | AF Aveiro - 1ª Divisão         | 10º   |                 |
| 2005–06   | Nível 5 | Distritais     | AF Aveiro - 1ª Divisão         | 16º   | Despromovido    |
| 2006–07   | Nível 6 | Distritais     | AF Aveiro - 2ª Divisão Norte   | 3º    |                 |
| 2007–08   | Nível 6 | Distritais     | AF Aveiro - 2ª Divisão Norte   | 1º    | Promovido       |
| 2008–09   | Nível 5 | Distritais     | AF Aveiro - 1ª Divisão         | 5º    |                 |
| 2009–10   | Nível 5 | Distritais     | AF Aveiro - 1ª Divisão         | 2º    | Promovido       |
| 2010–11   | Nível 4 | III Divisão    | Série C - 1ª Fase              | 6º    | Promotion Group |
| 2010–11   | Nível 4 | III Divisão    | Série C Fase Final             | 6º    |                 |
| 2011–12   | Nível 4 | III Divisão    | Série C - 1ª Fase              | 1º    | Promotion Group |
| 2011–12   | Nível 4 | III Divisão    | Série B Fase Final             | 2º    | Promovido       |
| 2012–13   | Nível 3 | II Divisão     | Zona Centro                    | 14º   |                 |
| 2013–14   | Nível 3 | Camp. Portugal | Série D                        | 10º   | Despromovido    |
| 2014–15   | Nível 4 | Distritais     | AF Aveiro - 1ª Divisão         | 1º    | Promovido       |
| 2015–16   | Nível 3 | Camp. Portugal | Série D                        |       |                 |

### Treinadores do Clube
- Carlos Manuel
- Fábio Silva
- Aurélio Fonseca